# Барон Мордаунт

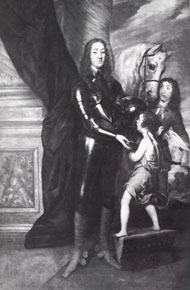
Генри Мордаунт, 2-й граф Петерборо, 6-й барон Мордаунт (1621—1697)

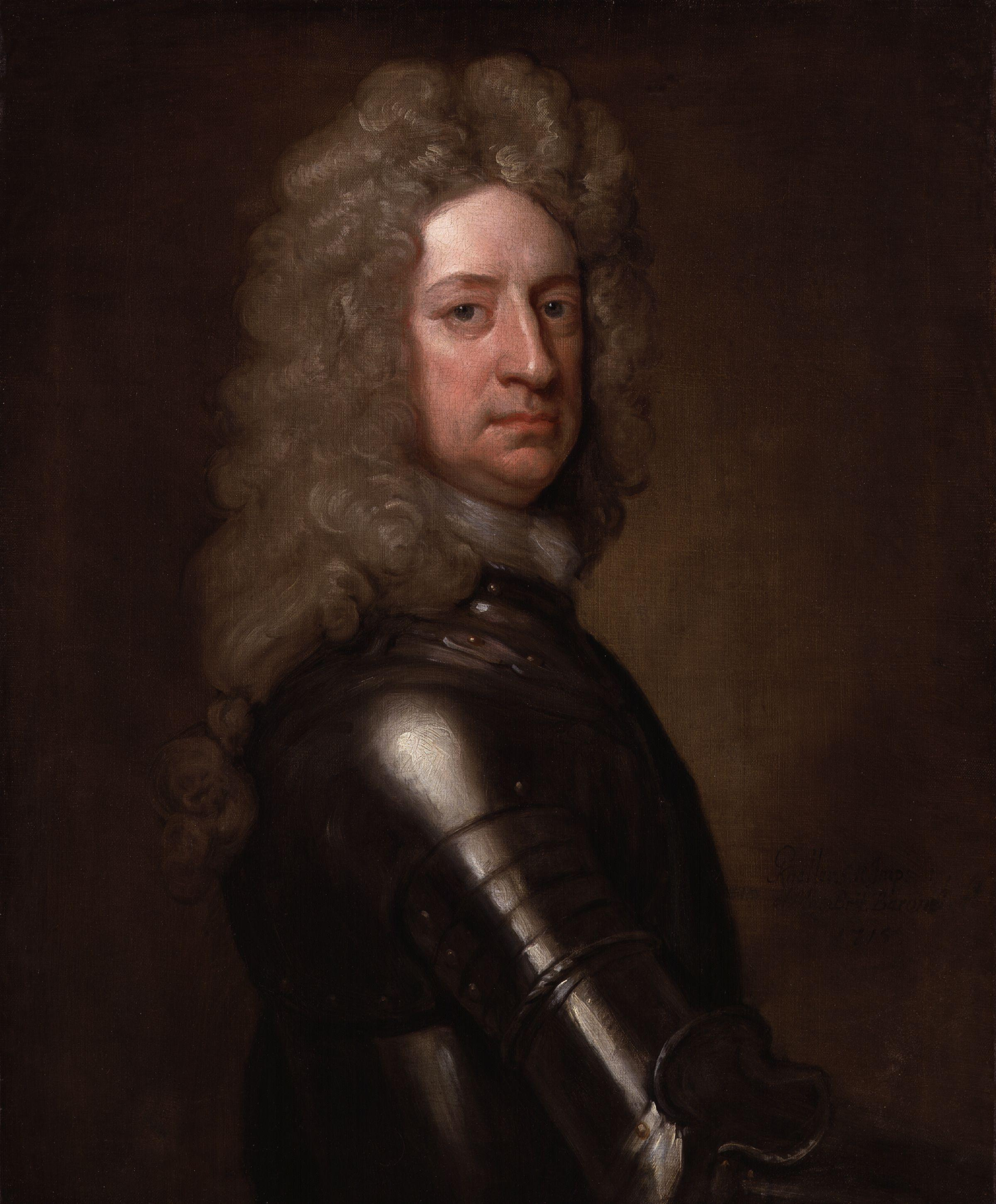
Чарльз Мордаунт, 3-й граф Питерборо, 8-й барон Мордаунт (1658—1735)

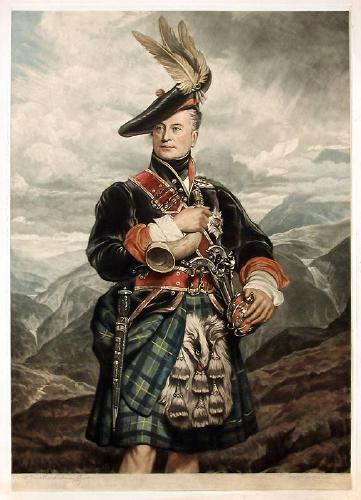
Джордж Гордон, 5-й герцог Гордон, 8-й маркиз Хантли, 13-й барон Мордаунт (1770—1836)

Барон Мордаунт (англ. Baron Mordaunt) — угасший баронский титул в системе Пэрства Англии. Он был создан 4 мая 1529 года для сэра Джона Мордаунта (ум. 1562).
В 1628 году Джон Мордаунт, 5-й барон Мордаунт (1599—1644), получил титул 1-го графа Петерборо (Пэрство Англии). В 1644 году ему наследовал его сын, Генри Мордаунт, 2-й граф Петерборо, 6-й барон Мордаунт (1621—1697). В 1697 году после его смерти титул графа Петерборо перешел е его племяннику, Генри Мордаунту, 3-му графу Петерборо (1658—1735), а поместья унаследовала его единственная дочь, Мэри (ок. 1659—1705), супруга Генри Говарда, 7-го герцога Норфолка. Когда она умерла бездетной в 1705 году, баронство перешло к Чарльзу Мордаунту, который в 1689 году получил титул 1-го графа Монмута. После смерти Чарльза Мордаунта, 5-го графа Петерборо (1758—1814), в 1814 году баронский титул перешел к его старшей сестре, Мэри Мордаунт (1738—1819). В 1819 году после смерти бездетной Мэри Мордаунт баронство унаследовал Александр Гордон, 4-й герцог Гордон, который по материнской линии был правнуком 1-го графа Петерборо. В 1827 году после смерти Александра Гордона баронский титул перешел к его старшему сыну, Джорджу Гордону, 5-му герцогу Гордону (1770—1836). В 1836 году, когда Джордж Гордон скончался, не оставив детей, баронский титул оказался бездействующим. На него претендовали его сестры, Шарлотта Леннокс, герцогиня Ричмонд, Сьюзан Монтегю, герцогиня Манчестер, Джорджиана Рассел, герцогиня Бедфорд, Луиза Корнуоллис, маркиза Корнуоллис, и леди Мадлен Палмер, и их потомки.

## Бароны Мордаунт (1529)
- Джон Мордаунт, 1-й барон Мордаунт[англ.] (ум. 18 августа 1562), старший сын Джона Мордаунта из Турви[англ.] (ум. 1505), спикера Палаты общин в 1487—1489 годах.
- Джон Мордаунт, 2-й барон Мордаунт[англ.] (1508—1571), старший сын предыдущего.
- Льюис Мордаунт, 3-й барон Мордаунт[англ.] (21 сентября 1538 — 16 июня 1601), сын предыдущего.
- Генри Мордаунт, 4-й барон Мордаунт (ок. 1567—1609)
- Джон Мордаунт, 1-й граф Петерборо, 5-й барон Мордаунт (1599—1642), старший сын предыдущего.
- Генри Мордаунт, 2-й граф Петерборо, 6-й барон Мордаунт[англ.] (15 ноября 1621 — 19 июня 1697), старший сын предыдущего.
- Мэри Говард, 7-я баронесса Мордаунт[англ.] (ок. 1659 — 17 ноября 1705), единственная дочь и наследница предыдущего
- Чарльз Мордаунт, 3-й граф Петерборо, 1-й граф Монмут, 8-й барон Мордаунт (1658 — 25 октября 1735), старший сын Джона Мордаунта, 1-го виконта Мордаунта (1626—1675), второго сына Джона Мордаунта, 1-го графа Питерборо
- Чарльз Мордаунт, 4-й граф Петерборо, 2-й граф Монмут, 9-й барон Мордаунт[англ.] (12 октября 1708 — 1 августа 1779), старший сын Джона Мордаунта, виконта Мордаунта (1681—1710), старшего сына Чарльза Мордаунта, 3-го графа Питерборо
- Чарльз Мордаунт, 5-й граф Петерборо, 3-й граф Монмут, 10-й барон Мордаунт (16 мая 1758 — 16 июня 1814), сын предыдущего
- Мэри Мордаунт, 11-й баронесса Мордаунт (5 июня 1738 — 22 июня 1819), старшая сестра предыдущего
- Александр Гордон, 4-й герцог Гордон, 12-й барон Мордаунт (18 июня 1743 — 17 июня 1827), старший сын Космо Гордона, 3-го герцога Гордона (1720—1752)
- Джордж Гордон, 5-й герцог Гордон, 13-й барон Мордаунт (2 февраля 1770 — 28 мая 1836), старший сын предыдущего.

## Современные претенденты на титул
- Чарльз Гордон-Леннокс, 11-й герцог Ричмонд
- Жан Стюарт из Банхори-Девеник и Леггарта
- Олив Иона Рейчел О’Рейли
- Александр Монтегю, 13-й герцог Манчестер
- Энтони Джеффри Страт
- Александра Луиза Рубенс
- Эндрю Рассел, 15-й герцог Бедфорд